# Калеє (Мазовецьке воєводство)
Калеє (пол. Kaleje) — село в Польщі, у гміні Любовідз Журомінського повіту Мазовецького воєводства.
У 1975-1998 роках село належало до Цехановського воєводства.